# Wojciech Błasiak
Wojciech Bolesław Błasiak (ur. 4 lutego 1952 w Sosnowcu) – polski polityk, socjolog, poseł na Sejm II kadencji.

## Życiorys
W 1975 ukończył studia na Wydziale Przemysłu Akademii Ekonomicznej w Katowicach. Następnie uzyskał stopień naukowy doktora nauk humanistycznych. W latach 1993–1997 z ramienia Konfederacji Polski Niepodległej sprawował mandat posła II kadencji. Później był związany z KPN-OP i AWS. W 2002 kandydował z ramienia lokalnego komitetu na prezydenta Dąbrowy Górniczej, zajmując 4. miejsce spośród 9 kandydatów.
Jest prezesem Stowarzyszenia Polskiej Myśli Strategicznej w Katowicach. Publikował artykuły na tematy społeczno-ekonomiczne, zamieszczane m.in. w tygodniku „TAK” w 1992. Związany z Ruchem Obywatelskim na rzecz Jednomandatowych Okręgów Wyborczych. Pracował w Instytucie Socjologii Uniwersytetu Śląskiego.